# CHEP
CHEP (Akronym für Commonwealth Handling Equipment Pool) ist ein Logistik-Unternehmen, das sich auf das Einsammeln von Paletten und Behältern spezialisiert hat. Das Unternehmen wurde 1945 von der australischen Commonwealth-Regierung gegründet und gehört heute zum australisch-britischen Dienstleistungsanbieter Brambles. Als die amerikanischen Streitkräfte nach dem Zweiten Weltkrieg aus Australien abzogen, hinterließen sie unzählige blaue Paletten der US Navy im Land. Die Regierung Australiens versuchte ursprünglich selbst, diese Paletten zu sammeln. Später wurde diese Aufgabe an Brambles abgegeben, seitdem ist CHEP Teil der Brambles Group.

## Konzernstruktur
Der Hauptsitz von CHEP befindet sich in Sydney, Australien, die Europa-Zentrale ist in Weybridge/GB. Die 1985 gegründete Chep Deutschland GmbH ist in Köln ansässig. Das Unternehmen ist global in drei Regionen aufgeteilt. CHEP ist ein globaler Anbieter von Supply-Chain-Lösungen für Konsumgüter, frische Lebensmittel, Getränke sowie den Fertigungs- und Einzelhandelssektor mit Kunden in über 60 Ländern. In Deutschland ist CHEP für die blaue CHEP-Viertelpalette bekannt.
Mehr als 400 Millionen Blaue Paletten und Ladungsträger werden vermietet. CHEP erwirtschaftet etwa 85 % Prozent des Gesamtumsatzes von Brambles.